# マイサイト ユーザーズ 2.0
マイサイト ユーザーズ 2.0は、安富伸浩が運営するホスティングサービスである。便宜上、旧サイトのマイサイト・ユーザーズも解説する。

## 概要
自由ソフトウェアであるXOOPS、WordPress、MediaWikiをフォーム入力で自動インストールできるサービスであり、無料でサービスを利用できる。
運営者の開発したプログラムは、他のサイトでも使用されており、VMware、キャリアライズで使用されている。

## 沿革
- 2002年（平成14年）8月1日 - マイサイト・ユーザーズが開始される[5][6]。当初はエコノミー（割引）プランは、サーバー容量1MBで、月額500円[7][注 3]。エコノミープランは5MBで、1000円[7][注 4]。フリープランは10MBで、2000円[7][注 4]。
- 2004年（平成16年）8月4日 - サーバが移転される[8]。
- 2005年（平成17年）6月1日 - 容量がそれぞれ変更され、エコノミー（割引）プランは2MB。エコノミープランは10MB。フリープランは50MBになる[9]。
- 2007年（平成19年）8月4日 - サービスが提供されるサーバーが変更される[10]。
- 2007年（平成20年）9月30日 - マイサイトサービスが終了[11]。
- 2008年（平成20年）2月14日 - マイサイト ユーザーズ 2.0が開始される[12]。

## バグ
- 規定で作成されているMediaWikiのアカウントにログインできなくなるバグが発生した。
- マイサイト ユーザーズ 2.0専用のxxupdate.phpが動作されなくなるバグが発生した。尚、mw-configは動作する。